# X-Factor
X-Factor (Factor-X) és una publicació periòdica de Marvel Comics i un grup de super-herois mutants relacionats amb els X-Men. El 1986 va sorgir el grup original com un equip de mutants que treballaven com a agents governamentals. Durant el tercer volum de la col·lecció, el la publicació va ser protagonitzada per un nou grup que era una agència de detectius mutants que estava liderada per Jamie Madrox. La sèria ha estat rellançada diverses vegades amb diferents equips i la més recent les All-New X-Factor.
El primer equip dels X-Factor estava compost pels cinc membres originals dels X-Men. Quan aquests superherois van estar reincorporats a la sèrie regular dels X-Men el 1991, la sèrie d'X-Factor va ser rellançada com un equip governamental dels Estats Units que incorporaven molts personatges secundaris mutants. Aquesta sèrie fou cancel·lada el 1998 en el número 149, substituïda per una nova sèrie protagonitzada pel que era líder de l'equip a la darrera època, Havok en una terra alternativa, titulada Mutant-X.
Abans del segon volum, al 2002, hi va haver una sèrie limitada amb el mateix títol de quatre números.
El 2005 es va crear la nova sèrie de còmics d'X-Factor. Ara estaria protagonitzada per un equip que conformava l'agència de detectius X-Factor Investigations i estava escrita per Peter David. Aquesta sèrie es va acabar el 2013 després de 114 números, amb un 262 com número de portada després que els 149 números inicials es sumessin a la numeració a partir del número 200 (51 de la nova etapa). El número restant era el 224.1, publicat amb data de portada de novembre 2011. Els ".1" eren números que marcaven un punt especialment indicat per incorporar nous lectors.
Posteriorment, es va publicar la sèrie All-New X-Factor escrita per Peter David i dibuixada per Carmine Di Giandomenico, que fou cancel·lada al número 20.

## Història de les edicions

### Equip original (1986-1991)
El 1886 es va llançar la col·lecció de còmics X-Factor que estava protagonitzada pels 5 Homes X originals que havien debutat al número 1 de la sèrie X-Men el 1963: Warren Worthington III (Angel), un multimilionari que tenia dues ales que el permetien volar; Beast, un científic brillant que tenia força i agilitat millorada; Ciclop, l'antic líder dels X-Men que té el poder d'emetre rajos òptics dels seus ulls; Jean Grey (Marvel Girl), la parella de Ciclop, amb poders telecinèsics i Iceman, un jove amb poders criocinètics (domini del gel).